# Cowpasture (rivière)
La Cowpasture est une rivière des États-Unis de 135 km de long qui coule dans l'État de Virginie. Elle forme la James River en confluant avec la Jackson.